# Kentumspråk och satemspråk

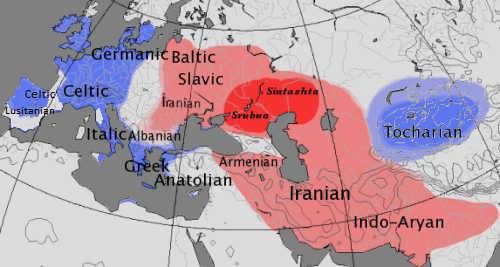
Kentumspråk i blått, Satemspråk i rött (ca 500 f.Kr.)

Kentumspråk och satemspråk är två språkgrupper som nästan alla indoeuropeiska språk klassificeras till, dvs de är med ett fåtal undantag antingen kentumspråk eller satemspråk. Skillnaden mellan dessa är vissa karakteristiska ljudskillnadsmönster, där /k/ i kentumspråken motsvaras av /s/ i satemspråken.
Den vanligaste rekonstruktionen av det urindoeuropeiska ljudsystemet postulerar tre serier av velara klusiler, varav den labiovelara i typfallet bevarats i kentumspråk (under det att palatovelarerna uppgått i de ofärgade velarerna). I satemspråk blev den palatovelara i typfallet senare frikativ (under det att labiovelarerna uppgått i de ofärgade velarerna som förblivit oskiftade).
Namnen för grupperna kommer från ordet hundra som är satem på avestiska och centum på latin. Eftersom bokstaven c alltid uttalades /k/ på klassisk latin exemplifierar den första bokstaven i orden skillnaden mellan grupperna. De germanska språken är kentumspråk, men här har initiala /k/ genom en senare ljudförändring (Grimms lag) övergått till /h/, som i det svenska ordet hundra, vilket är släkt med sina motsvarigheter i avestiska och latin.
Tidigare ansågs uppdelning av kentumspråk och satemspråk utgöra den mest grundläggande uppdelningen inom den indoeuropeiska språkfamiljen, bland annat eftersom alla då kända kentumspråk talades väster om alla satemspråk. Detta har dock betvivlats sedan skrifter från de utdöda anatoliska och tokhariska språkgrupperna hittades i början av 1900-talet. Anatoliska är varken kentum- eller satemspråk och tokhariska är kentumspråk trots att det är den mest östliga av alla indoeuropeiska språkgrupper. I dag tror lingvister att kentum- och satemförändringarna skedde senare, efter att de flesta språkgrupperna redan brutits loss från varandra. Det finns flera teorier om vad det beror på, bland annat att satemskiftet skett i flera språkfamiljer oberoende av varandra eller att satemförändringen spritts bland de skilda men då fortfarande någorlunda liknande protospråken till de moderna satemspråken, i mitten av de indoeuropeiska språkens utbredning.
Det är egenskaperna vid en språkfamiljs ursprung som bestämmer om den är kentum eller satem. Det gör att till exempel franska räknas som kentumspråk trots att senare ljudskiften gjort att det franska ordet för hundra, cent, idag uttalas med ett initialt s-ljud.
Kentumspråken består av de italiska, albanska, keltiska, germanska och hellenska språken. Tokhariska språk delar många likheter med kentumspråken men har också några egenskaper som gör dem unika. Satemspråken består av indoiranska, baltoslaviska, och armeniska språk.